# 马里斯维尔 (加利福尼亚州)
马里斯维尔（英文：Marysville），舊時唐人稱之為尾利允 或美利允，是美国加利福尼亚州尤巴县的縣城。建市于1851年2月5日，面积 大约为3.46平方英里 (9平方公里)。根据2010年美国人口普查，该市有人口12,072人。